# Anne-Sophie Le Paranthoën
Anne-Sophie Le Paranthoën (Tokio, Japón, 24 de febrero de 1977) es una deportista francesa que compitió en natación.
Ganó una medalla de bronce en el Campeonato Europeo de Natación de 2006 y una medalla de bronce en el Campeonato Europeo de Natación en Piscina Corta de 2007, ambas en la prueba de 4 × 50 m estilos.

## Palmarés internacional
| Campeonato Europeo                  | Campeonato Europeo | Campeonato Europeo | Campeonato Europeo |
| Año                                 | Lugar              | Medalla            | Prueba             |
| ----------------------------------- | ------------------ | ------------------ | ------------------ |
| 2006                                | Budapest (Hungría) | Medalla de bronce  | 4 × 100 m estilos  |
| Campeonato Europeo en Piscina Corta |                    |                    |                    |
| Año                                 | Lugar              | Medalla            | Prueba             |
| 2007                                | Debrecen (Hungría) | Medalla de bronce  | 4 × 50 m estilos   |